# Josep Martínez Lozano

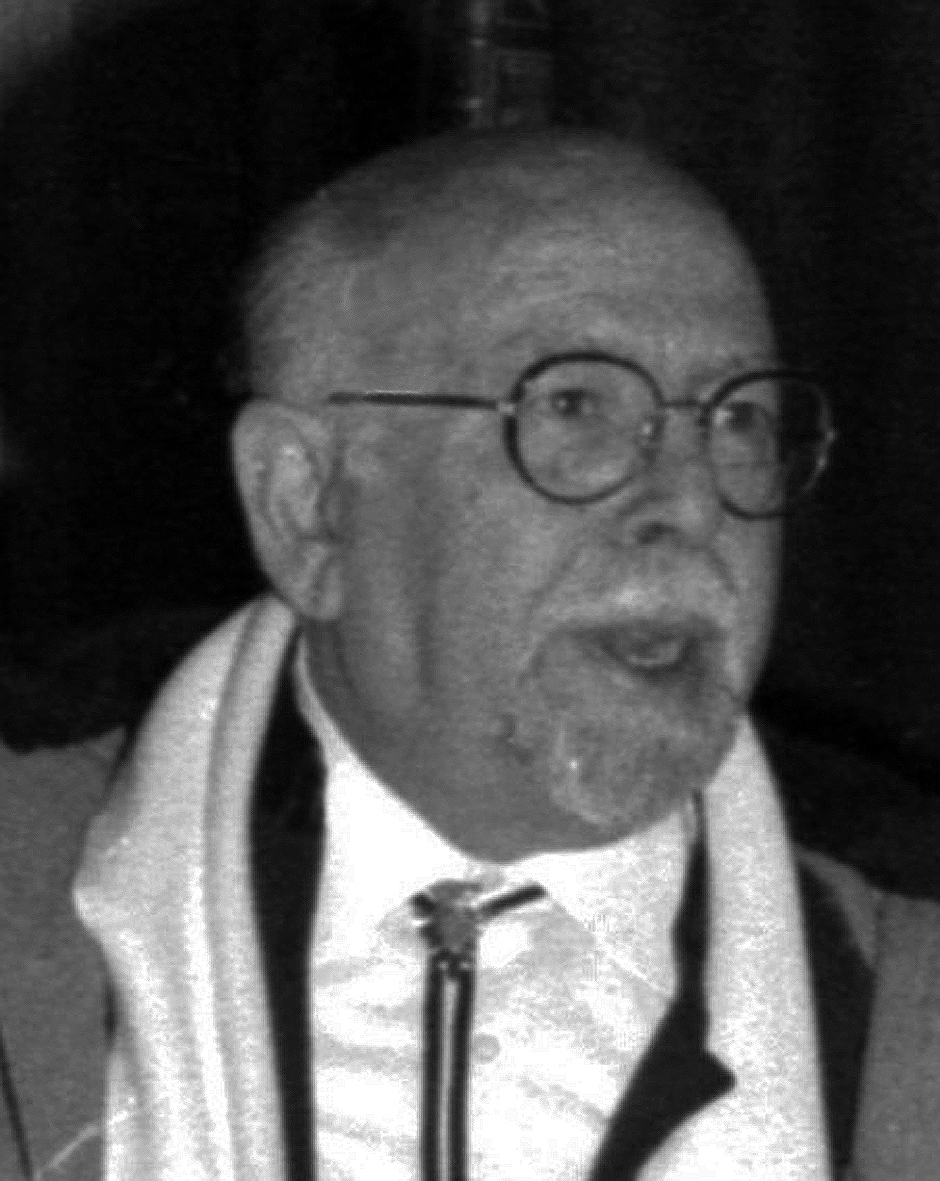
Josep Martínez Lozano

Josep Maria Martínez Lozano (geboren am 29. März 1923 in Barcelona; gestorben am 7. Juni 2006 in Llançà) war ein katalanischer Maler und Aquarellist. Er war Mitglied der Reial Acadèmia Catalana de Belles Arts de Sant Jordi.
Sein Spezialgebiet waren Landschaften und Yachthäfen.
1989 stiftete er ein Aquarellmuseum in Llançà.

## Leben
Ausgebildet wurde Lozano an der Llotja (Escola de Belles Arts de Barcelona), seine Lehrer waren Ramon Sanvisens und Joaquim Terruella.
Seine erste Ausstellung hatte er 1951 in der Sala Gaspar in Barcelona, später stellte er unter anderem in Italien, Frankreich, Großbritannien und Belgien aus.
Lozano war zwischen 1994 und 1998 Präsident der Vereinigung der Aquarellisten von Katalonien.

## Preise
- 1975: Premio Nacional de Acuarela (Aquarell)

## Würdigung

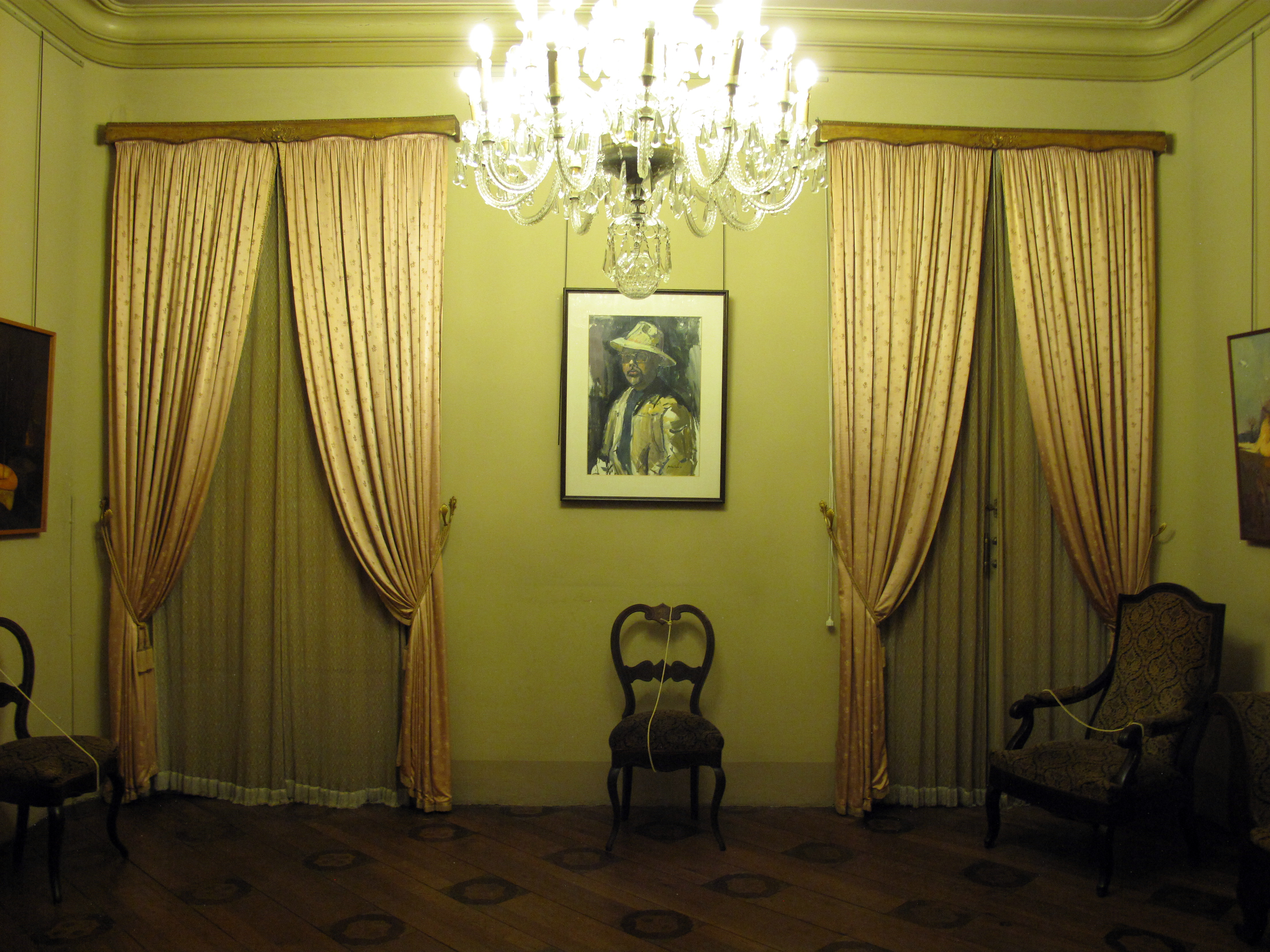
Casa Alegre de Sagrera, nach dem Künstler benannter Saal. In der Bildmitte ein Selbstporträt.

In der Casa Alegre de Sagrera in Terrassa gibt es einen nach dem Maler benannten Saal mit Werken des Künstlers.